# 川島站
川島站（日语：／ Kawashima eki */?）是位於茨城縣筑西市伊佐山168番1號，屬於東日本旅客鐵道（JR東日本）的水戶線車站。本站為筑西市最西邊的車站，也是最接近鬼怒川的車站。

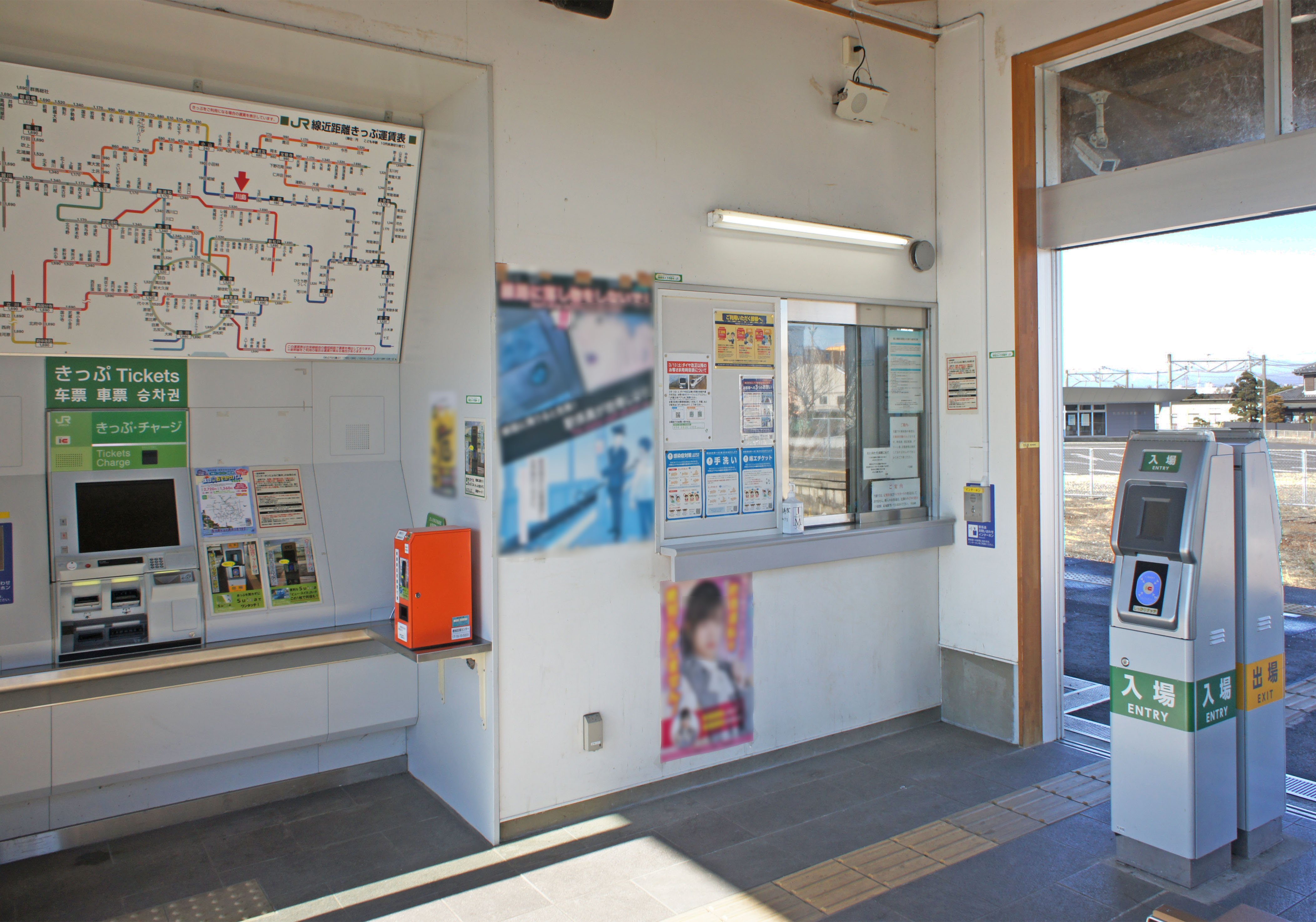
驗票口(2022年1月)

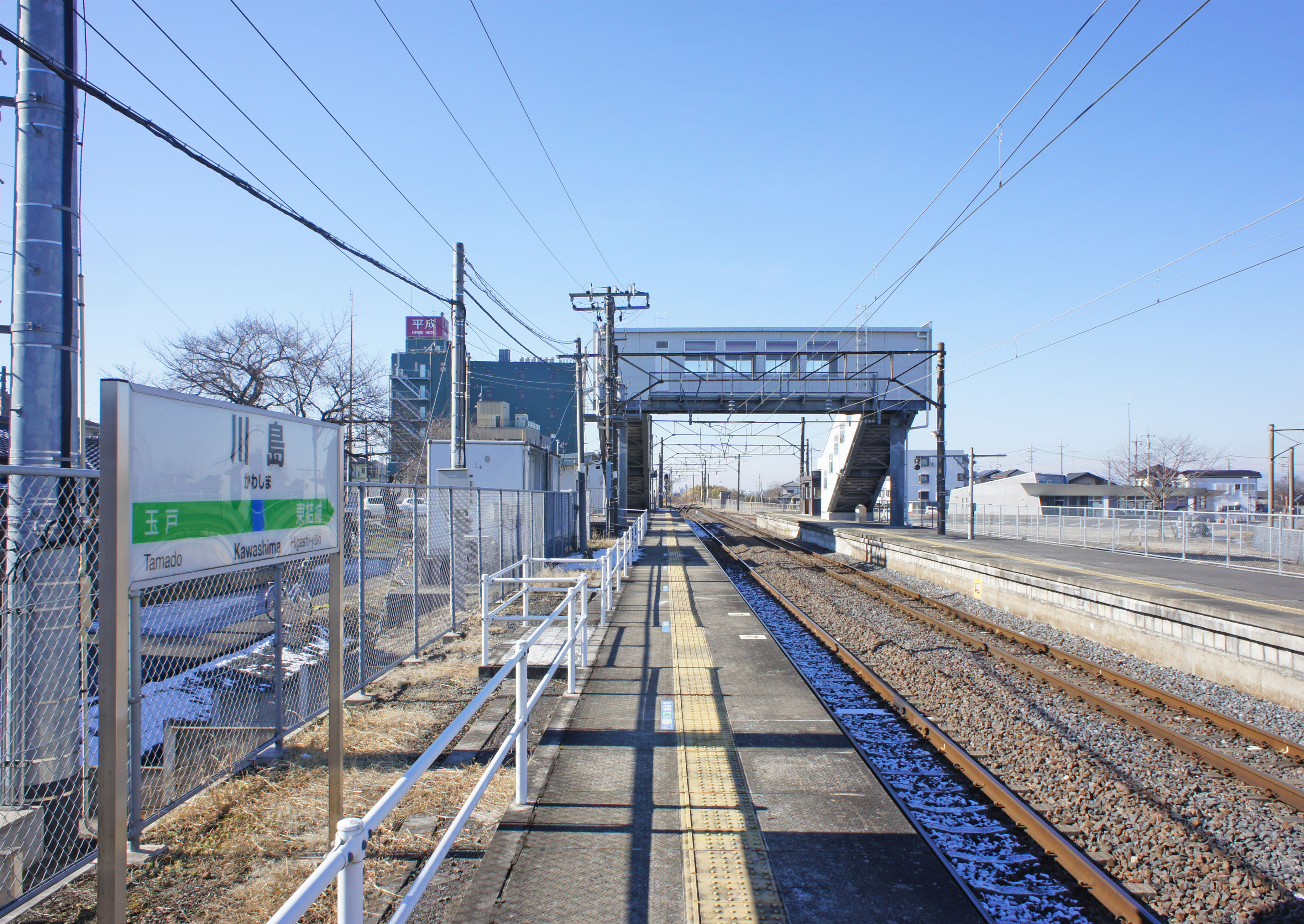
月台(2022年1月)

## 歷史
- 1889年（明治22年）
  - 4月16日：伊佐山站（日语：／）啟用。
  - 5月25日：車站改名為川島站。
- 1987年（昭和62年）4月1日：伴隨國鐵分割民營化，車站由東日本旅客鐵道（JR東日本）和日本貨物鐵道（JR貨物）營運。
- 1996年（平成8年）7月15日：一群活躍的積雨雲聚集使發生下擊暴流。令候車室玻璃碎裂，造成2人受傷。
- 1997年（平成9年）3月22日：取消所有貨運列車班次。
  - 在車站西北方設有太平洋水泥川島服務站，車站至該處之間設有專用線。在同年3月19日前設有水泥貨運列車從秩父鐵道武州原谷站前往專用線。另外，在1980年代前，車站北邊設有日本混凝土工業川島工場的專用線。
- 2001年（平成13年）11月18日：此站可以開始使用IC卡Suica。
- 2015年（平成27年）1月17日：新車站大樓開始使用[2]。
- 2018年（平成30年）3月16日：當日起綠色窗口結業[3]。

## 車站構造
此站是地面車站，設有2面2線的相對式月台。兩月台之間設有跨線橋連接，過去曾設有3號月台。此站是由下館站管理的業務委託車站，委托JR東日本車站服務負責車站業務。站內設有自動售票機和簡易Suica閘機。本站在2018年3月16日前曾設有綠色窗口。
2014年（平成26年）10月，車站進行重建工程。新站房於2015年（平成27年）1月17日開始使用。

### 在此站行走的運行形態
- 上行（小山方向）
  - 在日間，大約每小時設有1班普通列車（小山）停靠。在早上和黃昏設有來自下館的列車[4]。
- 下行（友部方向）
  - 在日間，大約每小時設有1班普通列車（友部）停靠。在早上和黃昏部分列車只前往下館或直通至常磐線（水戶、勝田方向）的水戶站[4]。

### 月台
| 月台 | 路線    | 上下行 | 方向                 |
| ---- | ------- | ------ | -------------------- |
| 1    | ■水戶線 | 上行   | 結城、小山方向       |
| 2    | ■水戶線 | 下行   | 下館、友部、水戶方向 |

參考：

## 使用狀況
根據「JR東日本」的資料，在2019年度（令和元年度）1日平均乘車人次為776人。
以下為近年乘車人次變化列表：
| 乘車人次變化       | 乘車人次變化     | 乘車人次變化    |
| 年度               | 1日平均 乘車人次 | 參考資料        |
| ------------------ | ---------------- | --------------- |
| 2000年（平成12年） | 1,235            | [ 利用客数 2 ]  |
| 2001年（平成13年） | 1,151            | [ 利用客数 3 ]  |
| 2002年（平成14年） | 1,066            | [ 利用客数 4 ]  |
| 2003年（平成15年） | 1,017            | [ 利用客数 5 ]  |
| 2004年（平成16年） | 1,008            | [ 利用客数 6 ]  |
| 2005年（平成17年） | 987              | [ 利用客数 7 ]  |
| 2006年（平成18年） | 996              | [ 利用客数 8 ]  |
| 2007年（平成19年） | 966              | [ 利用客数 9 ]  |
| 2008年（平成20年） | 970              | [ 利用客数 10 ] |
| 2009年（平成21年） | 886              | [ 利用客数 11 ] |
| 2010年（平成22年） | 832              | [ 利用客数 12 ] |
| 2011年（平成23年） | 768              | [ 利用客数 13 ] |
| 2012年（平成24年） | 756              | [ 利用客数 14 ] |
| 2013年（平成25年） | 776              | [ 利用客数 15 ] |
| 2014年（平成26年） | 795              | [ 利用客数 16 ] |
| 2015年（平成27年） | 768              | [ 利用客数 17 ] |
| 2016年（平成28年） | 789              | [ 利用客数 18 ] |
| 2017年（平成29年） | 832              | [ 利用客数 19 ] |
| 2018年（平成30年） | 789              | [ 利用客数 20 ] |
| 2019年（令和元年） | 776              | [ 利用客数 1 ]  |

## 車站周邊
- 國道50號
- 鬼怒川
- 日本混凝土工業川島工場
- 太平洋水泥川島服務站
- 昭和電工物料（日语：昭和電工マテリアルズ）下館事業所
- 筑西市政廳川島出張所
- 山田電機Teccland New筑西店
- K's電機（日语：ケーズホールディングス）
- 川島郵局

## 巴士路線

### 川島站巴士站
在2020年10月1日，設有以下路線進行實驗運行：
- 筑西、下妻廣域連攜巴士（由關鐵紫色巴士（日语：関鉄パープルバス）委托運行）
  - 經關城分所前前往下妻站

### 川島站南巴士站
駅南側の国道50号（旧道）上にある。
- 筑西市地域內運行巴士（由關鐵紫色巴士（日语：関鉄パープルバス）委托運行）
  - 前往下館站南出口
  - 前往筑西遊湯館

## 相鄰車站
東日本旅客鉄道（JR東日本）
■水戶線 
東結城－川島－玉戶

## 注腳

### 使用狀況
1. 1 2  . 東日本旅客鐵道.   [2020-07-12]. （原始内容存档于2020-07-10） （日语）.
2. ↑  . 東日本旅客鐵道.   [2019-03-09]. （原始内容存档于2019-03-27） （日语）.
3. ↑  . 東日本旅客鐵道.   [2019-03-09]. （原始内容存档于2019-03-27） （日语）.
4. ↑  . 東日本旅客鐵道.   [2019-03-09]. （原始内容存档于2019-03-27） （日语）.
5. ↑  . 東日本旅客鐵道.   [2019-03-09]. （原始内容存档于2019-03-27） （日语）.
6. ↑  . 東日本旅客鐵道.   [2019-03-09]. （原始内容存档于2019-03-27） （日语）.
7. ↑  . 東日本旅客鐵道.   [2019-03-09]. （原始内容存档于2019-03-27） （日语）.
8. ↑  . 東日本旅客鐵道.   [2019-03-09]. （原始内容存档于2019-03-27） （日语）.
9. ↑  . 東日本旅客鐵道.   [2019-03-09]. （原始内容存档于2019-04-02） （日语）.
10. ↑  . 東日本旅客鐵道.   [2019-03-09]. （原始内容存档于2019-03-27） （日语）.
11. ↑  . 東日本旅客鐵道.   [2019-03-09]. （原始内容存档于2019-03-27） （日语）.
12. ↑  . 東日本旅客鐵道.   [2019-03-09]. （原始内容存档于2019-03-27） （日语）.
13. ↑  . 東日本旅客鐵道.   [2019-03-09]. （原始内容存档于2019-03-27） （日语）.
14. ↑  . 東日本旅客鐵道.   [2019-03-09]. （原始内容存档于2019-03-27） （日语）.
15. ↑  . 東日本旅客鐵道.   [2019-03-09]. （原始内容存档于2016-04-04） （日语）.
16. ↑  . 東日本旅客鐵道.   [2019-03-09]. （原始内容存档于2019-03-27） （日语）.
17. ↑  . 東日本旅客鐵道.   [2019-03-09]. （原始内容存档于2019-03-23） （日语）.
18. ↑  . 東日本旅客鐵道.   [2019-03-09]. （原始内容存档于2019-03-27） （日语）.
19. ↑  . 東日本旅客鐵道.   [2019-07-09]. （原始内容存档于2019-03-25） （日语）.
20. ↑  . 東日本旅客鐵道.   [2019-07-09]. （原始内容存档于2019-07-05） （日语）.

## 外部連結
- 車站資訊（川島）：東日本旅客鐵道（日語）